# Deepfield
I Deepfield sono una band alternative rock e post-grunge statunitense composta da Baxter Teal III, Aron Robinson, Sean Von Tersch e PJ Farley. Hanno pubblicato due album e un EP.

## Origine
I Deepfield si sono formati nel 2005 a Charleston, South Carolina, e comprendevano inizialmente Baxter Teal, Eric Bass, oggi bassista degli Shinedown, Russel Lee alla batteria e J. King, prima bassista poi chitarrista con l'uscita di Bass dal gruppo. Il nome della band deriva da un'immagine dello spazio fotografata dal telescopio Hubble nel 1995.
Nel 2006, dopo averli sentiti suonare una sera a New York, la leggenda dell'industria musicale Bill McGathy li ha voluti nella sua nuova casa discografica, la In De Goot Recordings, con sede a New York. Dopo aver firmato per questa etichetta nel 2006 e aver trascorso oltre un anno a scrivere, la band ha presentato più di 70 demo a Paul Ebersold e Skidd Mills (produttori dei 3 Doors Down, Saliva,  Third Day, Skillet, Saving Abel) per poi far uscire nel 2007 le dodici calzoni del loro primo album, Archetypes and Repetition.
Due i singoli originariamente tratti dall'album: “Get It” e “Into the Flood”. Il tour seguito all'uscita del disco ha impegnato i Deepfield dal 2007 al 2009, con tappe in tutti gli Stati Uniti.
Aron Robinson è entrato a far parte del gruppo nel 2008 durante il Cage Rattle's Most Wanted Tour. P. J. Farley è arrivato l'anno seguente ed è anche l'attuale bassista dei Ra. Sean Von Tersch è stato l'ultimo in ordine di tempo a completare la formazione, nel 2010.
Nel settembre del 2009 i Deepfield hanno pubblicato un EP con l'etichetta Skiddco Music contenente sei brani che non hanno nulla da invidiare ai risultati più alti raggiunti dalle migliori band del genere grunge dei primi anni Novanta. Si fanno notare in particolare "Shiner" e "Give It Until It Hurts". All'EP è poi seguito nel dicembre del 2011 il secondo album, Nothing Can Save Us Now, che dimostra la maggiore solidità e compattezza raggiunta dal gruppo rispetto al primo lavoro. Questo disco contiene i sei pezzi dell'EP e altri sette brani che pur essendo orecchiabili non perdono in qualità e struttura. Il primo singolo tratto dall'album è “Nothing Left to Lose”.

## Formazione attuale
- Baxter Teal – voce, chitarra ritmica
- Aron Robinson – batteria, percussioni
- Sean von Tersch – chitarra solista
- PJ Farley – basso, backing vocals

## Ex componenti
- Eric Bass – chitarra
- Russell Lee – batteria
- J. King – basso e chitarra solista
- Dawson Huss
- Daniel Garvin
- Jason Chapman

## Discografia
- 2007 Archetypes and Repetition
- 2009 Limited Release EP
- 2011 Nothing Can Save Us Now